# Аб Айверкс
Аб А́йверкс (англ. Ub Iwerks; 24 березня 1901 — 7 липня 1971) — американський аніматор, карикатурист, винахідник, двічі лауреат премії «Оскар»; найбільш відомий спільною роботою з Волтом Діснеєм, також знаменитий як співавтор Мікі Мауса і творець жабеняти Фліпа (Flip the Frog).

## Біографія
Своїм незвичайним ім'ям (Ubbe Ert Iwwerks) Айверкс зобов'язаний батькові, який був емігрантом зі Східної Фризії (регіону на північно-західному узбережжі Німеччини). Аб Айверкс познайомився з Діснеєм у 1919 році, коли влаштувався працювати ілюстратором в Kansas City Slide Newspaper Company. У 1922 році Дісней запустив на своїй студії «Laugh-O-Gram» виробництво мультиплікаційних серій і Айверкс підключився до проєкту як старший мультиплікатор. Доробок Аба Айверкса багато в чому визначили характерний стиль ранньої діснеївській мультиплікації.
Після втрати прав на везучого кролика Освальда (Oswald the Lucky Rabbit), якого Айверкс спільно з Діснеєм розробив у 1927 році для Universal, студія гостро потребувала нового героя. У ході творчих пошуків Айверкс придумав і розробив образ мишеняти, який згодом отримав ім'я Мікі Маус. Перші мультфільми за участю Мікі Мауса та серії циклу «Silly Symphonies» анімовані майже виключно Абом Айверксом.

### Власна студія
Подальші відносини Айверкса з Діснеєм склалися непросто. Історія з кроликом Освальдом розвинула у Діснея підозрілість і хворобливе ставлення до свого авторства (в мультфільмах того періоду не вказувалися імена художників, які працювали над картиною, замість цього в титрах значилося «Walt Disney Productions»). Айверкс був втомлений від тиску з боку Діснея і вважав, що його внесок у роботу над найбільш успішними мультфільмами не оцінений належним чином. Він розірвав відносини з Діснеєм і в 1930 році відкрив власну студію анімації.
Незважаючи на замовлення від MGM на серію мультфільмів про жабеня Фліпа та брехуна Віллі (Willie Whopper), а також випуск у період з 1933 по 1936 роки короткометражних стрічок із серії «ComiColor Cartoons», студія Айверкса так і не змогла добитися значного комерційного успіху. Спонсори відмовили Айверксу у фінансовій підтримці, і незабаром студія припинила своє існування.
У 1937 році Леон Шлезінгер найняв Айверкса для роботи над чотирма епізодами «Looney Tunes» за участю Поркі Піга і козла Геббі (Gabby Goat). Після роботи на Шлезінгера Айверкс виконав ще один проєкт для Screen Gems.

### Знову з Діснеєм
У 1940 повернувся на роботу до Діснея, де зайнявся переважно розробкою візуальних ефектів, а також виконував роботу поза студією Діснея (наприклад, Айверкс розробив і створив спеціальні ефекти для фільму Альфреда Хічкока «Птахи»).

### Смерть
Аб Айверкс помер у 1971 році від серцевого нападу в Бербанку, Каліфорнія.